# Bors (cantão de Tude-et-Lavalette)
Bors é uma comuna francesa na região administrativa da Nova Aquitânia, no departamento de Charente. Estende-se por uma área de 12,28 km². Em 2010 a comuna tinha 118 habitantes (densidade: 9,6 hab./km²).